# 艾拉·朗夫
艾拉·朗夫（Ella Rumpf 1995年2月4日—）是一位瑞士女演員，以出演《肉獄》出名。

## 生平
她出生於巴黎，在瑞士蘇黎世長大，父親是一名精神治疗医师，母親是一名教師。她14歲的時候就開始登台表演，以2011年電影《Summer Outside》出道。

## 外部連結
- Ella Rumpf在互联网电影资料库（IMDb）上的資料（英文）